# 털코자유꼬리박쥐
털코자유꼬리박쥐(Mormopterus eleryi)는 큰귀박쥐과에 속하는 박쥐의 일종이다. 오스트레일리아의 토착종이다.

## 특징
작은 크기의 박쥐로 머리부터 몸까지 길이가 41~50mm, 어깨 사이 길이가 32~35.3mm이다. 꼬리 길이는 28~32mm, 몸무게는 최대 6g 정도이다.